# Jean Nicolas Houchard
Jean Nicolas Houchard (Forbach, 24 gennaio 1739 – Parigi, 17 novembre 1793) è stato un generale francese, attivo durante la Rivoluzione francese e le guerre rivoluzionarie francesi.

## Biografia
Nato a Forbach in Lorena, Houchard iniziò la sua carriera militare all'età di sedici anni nel Régiment de Royal-Allemand cavalerie. Diventò quindi capitano del 3e régiment de dragons francesi in Corsica e partecipò alla battaglia di Ponte Nuovo contro i rivoltosi corsi, guidati da Pasquale Paoli. In quell'occasione ricevette un profondo taglio di sciabola alla guancia e una ferita da arma da fuoco alla bocca, che lo lasciarono sfigurato.
Houchard era un fervente patriot (inteso come convinto sostenitore della Rivoluzione francese). Nel 1792, fu promosso al grado di colonnello in un reggimento di cacciatori a cavallo nell'armata del generale Adam Philippe de Custine. L'11 aprile 1793 Houchard fu nominato comandante in capo dell'Armata della Mosella e, quando Custine fu ghigliottinato, Houchard lo sostituì nel mese di agosto, come comandante in capo dell'Armata del Nord.
Al suo comando, l'Armata sconfisse i coalizzati nella battaglia di Hondschoote in settembre, ma, dopo la vittoria, accusato di non averla sfruttata a dovere, anche lui fu ghigliottinato il 16 novembre 1793.